# Prix littéraire Marie-Christine-de-Savoie
 (septembre 2012).
Si vous disposez d'ouvrages ou d'articles de référence ou si vous connaissez des sites web de qualité traitant du thème abordé ici, merci de compléter l'article en donnant les références utiles à sa vérifiabilité et en les liant à la section « Notes et références ».
Le Prix littéraire Marie-Christine-de-Savoie  (en italien : Premio letterario Maria Cristina di Savoia) fondé en 1963 a été créé par le Congrès de Culture Maria Cristina di Savoia avec le but de décerner tous les deux ans un prix, dans le genre narratif contemporain, en si grande partie caractérisé par un matérialisme sans espoir, aux écrivains qui, en leurs œuvres, en pleine liberté d'expression artistique, se montrent sensibles aux valeurs humaines et chrétiennes.
De plus, ce Prix a une physionomie particulière en tant qu'il a un Jury Central Féminin formé par personnes d'un haut professionnalisme, avec des Sous-Jurys de base institués dans les congrès repartis partout en Italie, dans les grandes et petites villes des différentes Régions, dès la Calabrie, Sicile, Sardaigne au Friul, au Piémont et à la Lombardie.
Il est dirigé, donc, par un jury de femmes seulement: actuellement (2012) le Jury Central, présidé par la Présidente Nationale des Congrès, Stefania Rolla Pensa, comprend Maria Teresa Pasquini, professeur et critique littéraire, Virgina Cappelletti, directeur responsable de la revue 'Il Veltro' (« Le Lévrier »), Laura Provera, professeur universitaire, Wanda Rupolo Spitella critique littéraire, Franca Salerno, rédacteur de Radio Vatican.
Le Prix littéraire Marie-Christine de Savoie prend son nom de la Reine Marie-Christine de Savoie, épouse de Ferdinand de Bourbon, morte en odeur de sainteté en 1836: il organise aussi des congrès qui intéressent près de soixante-dix groupes de formation et de culture disséminés dans toute l'Italie.

## Œuvres et auteurs couronnés à partir de 1965
- 1966 : Ex-aequo : Anna Maria Ortese pour L'iguana (L'Iguane) et Umberto Cavasso pour La gloria che passò (La gloire qui passa)
- 1968 : Angelo Padellaro pour Dannata beatitudine (Damnée béatitude)
- 1970 : Piero Scanziani pour Gli entronauti (Les entronautes)
- 1972 : Aldo Carpi pour Il diario di Gusen (Le journal de Gusen)
- 1974 : Giulio Bedeschi pour La rivolta di Abele (La révolte de Abèle)
- 1976 : Gino Montesanto pour Il figlio (Le fils)
- 1978 : Giovanni Mosca pour La signora Teresa (Madame Thérèse)
- 1980 : Caludio Sorgi pour Faccia da prete (Gueule de prêtre)
- 1982 : Ferruccio Ulivi pour Le mura del cielo (Les murs du ciel)
- 1984 : Luca Desiato pour Galileo mio padre (Galilée mon père)
- 1986 : Roberto Pazzi pour Cercando l'imperatore (En cherchant l'Empereur)
- 1988 : Ferruccio Ulivi pour Trenta denari (Trente deniers)
- 1990 : Giorgio De Simone Il caso anima pour (Le cas âme)
- 1992 : Italo Alighiero Chiusano pour Konradin (Konradin)
- 1994 : Stefano Jacomuzzi pour Le storie dell'ultimo giorno (Les histoires du dernier jour)
- 1996 : Stefano Jacomuzzi pour Cominciò in Galilea (Il commença en Galilée)
- 1998 : Giovanni D'Alessandro pour Se un Dio pietoso (Si un Dieu pitieux)
- 2000 : Vittorio Messori pour Il miracolo (Le miracle)
- 2002 : Giuseppe Bianchetti pour La dogana del duca (La douane du Duc)
- 2004 : Roberto Pazzi pour L'erede (L'Héritier)
- 2006 : Pino Farinotti pour 7 km da Gerusalemme (7 km de Jérusalem)
- 2008 : Gianrico Carofiglio pour Ragionevoli dubbi (Raisonnables doutes)

## Marie-Christine de Savoie
Maria Cristina de Savoie (Cagliari, 14 novembre 1812 - Naples 31 janvier 1836) princesse du royaume de Sardaigne, était la dernière fille de Vittorio Emanuele I de Savoie ed de Marie Thérèse d'Absbourg-Lorraine.
Élevée à la cour de Turin, elle est reconnue comme vénérable par l'Église Catholique. Elle épousa nel 1832 Ferdinand II des Deux Siciles, devenant Reine des Deux Siciles. Les noces furent célébrées le 21 novembre 1832 au Sanctuaire de Nostra Signora dell'Acquasanta à Gênes.
Elle mourut après un accouchement le 21 janvier 1837.